# إيدا هوستيد هاربر
إيدا هوستيد هاربر (بالإنجليزية: Ida Husted Harper)‏ هي كاتِبة وسفرجات وصحفية أمريكية، ولدت في 18 فبراير 1851 في مقاطعة فرانكلين في الولايات المتحدة، وتوفيت في 14 مارس 1931.

## وصلات خارجية
- إيدا هوستيد هاربر على موقع الموسوعة البريطانية (الإنجليزية)